# Tia Paynich
Tia Paynich, rojena kot Tina Pajnič , slovenska modna oblikovalka, scenaristka in pisateljica, * 21. marec 1980, Kranj. 
Tia Anna Paynich, rojena v Kranju v Sloveniji, je po osnovni izobrazbi modna oblikovalka, ki se je preizkusila tudi v vlogi igralke in scenaristke. Kot modna oblikovalka je že v mladosti delovala na različnih tednih mode po svetu ter tako izkusila delovanje modnega sveta na lastni koži. Leta 2006 izda knjigo z naslovom Blišč iz sveta mode in kreatorjev : avtobiografski dnevnik Tie Paynich . Knjigi je sledila tudi TV igrana serija "7 dni življenja modela". Nastopila je tudi kot udeleženka resničnostnih oddaj MasterChef Slovenija  in Kmetija Slavnih . Kot plesna učiteljica, poučuje družabne plese, vodi valetne plese in sestavlja koreografije za mladoporočence. V začetku leta 2019 skupaj z Jožefom Srako, Marjanom Krnjićem in Nadjo Kananović v Londonu postavi skulpturo Energy , ki ji služi tudi kot inspiracija za novo knjigo "UNCONDITIONAL LOVE ON LOAN" , ki izide v angleškem jeziku  , ki je bila Amazon Bestseller na Amazonu. Njena tretja knjiga, z erotično-tantrično vsebino, USODNA ENERGIJA, nastane po njenem izobraževanju za mojstrico tantre, konec leta 2020.